# センチメンタル (CooRieの曲)
「センチメンタル」は、CooRieの5枚目のシングル。2004年4月21日にLantisから発売された。

## 概要
前作「あなたと言う時間」から2ヶ月連続リリースとなる2004年2作目のシングル。自身の楽曲のみ収録のシングル作品は「流れ星☆」以来3作（1年）ぶりとなる。
表題曲「センチメンタル」は、テレビアニメ『美鳥の日々』のオープニングテーマとして使用された。表ジャケットには、沢村正治、春日野美鳥が描かれている。

## 収録曲
（全作詞・作曲：rino）
1. センチメンタル [4:07]
編曲：鈴木雅也
テレビアニメ『美鳥の日々』オープニングテーマ
2. 戻らない日々 [4:16]
編曲：岩本正樹
3. センチメンタル （off vocal）
4. 戻らない日々 （off vocal）

## 収録アルバム
| 曲名           | 収録アルバム | 発売日        | 備考                  |
| -------------- | ------------ | ------------- | --------------------- |
| センチメンタル | 『秋やすみ』 | 2004年9月29日 | 1stオリジナルアルバム |

## その他
タイトルトラック センチメンタル について、やなぎなぎの歌唱、sasakure.UK の編曲によるカヴァー版が存在する。やなぎなぎはこの曲を「曲はポップなんだけれど、どこか歌詞が切なくもあって大好きな曲です。」と評している。